# Port lotniczy Itaipu
Port lotniczy Itaipu (ICAO: SGIB) – jeden z paragwajskich portów lotniczych, zlokalizowany w mieście Hernandarias.